# 水上源蔵
水上 源蔵（みなかみ / みずかみ げんぞう、1888年（明治21年）9月26日 - 1944年（昭和19年）8月4日）は、日本の陸軍軍人。最終階級は陸軍中将。

## 経歴
山梨県東八代郡一宮町(現笛吹市一宮町)出身。水上長光の三男として生れる。旧制日川中学校を経て陸軍士官学校に進み、1911年（明治44年）5月、同校（第23期）を卒業し、同年12月、歩兵少尉に任官し歩兵第66連隊付となる。陸軍戸山学校で学び、1919年（大正8年）3月から翌年10月までシベリア出兵に従軍。
その後、歩兵第66連隊中隊長、日川中学校配属将校、第1師団司令部付、歩兵第49連隊副官、歩兵第78連隊大隊長、第8国境守備隊第4地区隊長、歩兵第66連隊長、津連隊区司令官、歩兵第110連隊長を経て、1941年（昭和16年）10月、陸軍少将に進級。留守第54師団兵務部長となり、1943年（昭和18年）6月、第56歩兵団長に補任される。
1944年（昭和19年）5月下旬、第33軍司令官本多政材中将から北ビルマの要衝ミイトキーナに歩兵第114連隊の援軍として派遣を命じられる。30日、同地に到着。その後、第33軍作戦参謀辻政信大佐から極めて異例な水上個人宛の死守が発せられて2ヶ月以上に及ぶ米中連合軍との激戦を繰り広げるが、8月3日同地は陥落。水上は死守命令を伏せたまま、第114連隊長丸山房安大佐に対し「残余の部隊をバーモに後退すべし」と脱出を命じた。また、本多中将宛に以下の決別電報を送った。
そして部下の渡河を見届けた後、一人でその責を負って自決した。死後、陸軍中将に進級し、個人感状を受けた。

## 親族
- 二男 水上澄（陸軍大尉）
- 義弟 前嶋信次 (東洋学者)[1]

## 逸話
- 北支派遣軍の第110連隊長の頃、兵隊にも「ご両親はご健在か？」と敬語を使い、また厨房を視察すると必ず「兵には旨いものを食わしてやってくれ」と言っていたという[2]。
- 自決の際は、歩兵第114連隊軍旗の前に立ち、長い敬礼の後さらに最敬礼を行い、その後皇居に向かって敬礼を行った後拳銃で自決したという[3]。自決の理由は残された部下（約800名）の命を救う為だったとされる。水上は生前同じ軍人の息子に「おまえもやがて部下を持つ立場になるだろうが、その時は部下にも親兄弟がいることを決して忘れるな」と語ったという[4]。
- 軍医として水上少将の配下についていた詩人・丸山豊は、水上少将について「魂の司令官」「戦場の闇での何ものにもまさる光」とたびたび記している[5]。

## 伝記
- 島田駒男『ビルマの義人水上源蔵』非売品、1983年（改訂増補改題『ビルマ戦場の義人水上源蔵閣下』、1985年）。